# واساک مامیکونیان
واساک مامیکونیان (ارمنی: Vassak Mamikonian; زاده ۳۱۵ - درگذشته ۳۶۴ میلادی) نجیب‌زاده ارمنی از دودمان مامیکونیان که سمت اسپاراپت ارمنستان بزرگ در زمان حکمرانی آرشاک دوم را برعهده داشت.